# Ponte Alta do Norte
Ponte Alta do Norte är en kommun i Brasilien.   Den ligger i delstaten Santa Catarina, i den södra delen av landet, 1 300 km söder om huvudstaden Brasília. Antalet invånare är 3 303.
I omgivningarna runt Ponte Alta do Norte växer i huvudsak städsegrön lövskog. Runt Ponte Alta do Norte är det glesbefolkat, med 12 invånare per kvadratkilometer.